# Сан Бернардо (Бергамо)
Сан Бернардо (итал. San Bernardo) је насеље у Италији у округу Бергамо, региону Ломбардија.
Према процени из 2011. у насељу је живело 45 становника. Насеље се налази на надморској висини од 852 м.